# Trihectogone
Un trihectogone[réf. nécessaire] est un polygone à 300 sommets, donc 300 côtés et 44 550 diagonales.
La somme des angles internes d'un 300-gone non croisé vaut 53 640 degrés.

## 300-gones réguliers
Un 300-gone régulier est un 300-gone dont les côtés ont même longueur et dont les angles internes ont même mesure. Il y en a 40 : 39 étoilés (notés {300/k} pour k impair de 7 à 149 sauf les multiples de 3 ou 5) et un convexe (noté {300}). C'est de ce dernier qu'il s'agit lorsqu'on dit « le 300-gone régulier ».

## Caractéristiques du 300-gone régulier
Chacun des 300 angles au centre mesure {\displaystyle {\frac {360^{\circ }}{300}}=1{,}2^{\circ }} et chaque angle interne mesure {\displaystyle {\frac {53\,640^{\circ }}{300}}=178{,}8^{\circ }}.
Si a est la longueur d'une arête :
- le périmètre vaut {\displaystyle P=300\,a} ;
- l'aire vaut {\displaystyle A=75\,a^{2}\cot \left({\frac {\pi }{300}}\right)} ;
- l'apothème vaut {\displaystyle H={\frac {2\,A}{P}}={\frac {a}{2}}\cot \left({\frac {\pi }{300}}\right)} ;
- le rayon vaut {\displaystyle R={\frac {H}{\cos \left({\tfrac {\pi }{300}}\right)}}={\frac {a}{2\sin \left({\tfrac {\pi }{300}}\right)}}}.